# Німецько-нігерійські відносини
Німецько-нігерійські відносини — двостороннє співробітництво між Федеративною Республікою Німеччина та Федеративною Республікою Нігерія . Нігерія має своє посольство в Берліні, а Німеччина має посольство в Абуджі . Також Німеччина має генеральне консульство в Лагосі, а Нігерія має генеральне консульство у Франкфурті .

## Історія
Німецько-нігерійські відносини сягають 160-річної давності, ще періоду колоніальної Нігерії .
Канцлер Ангела Меркель була першою главою держави за межами Африки, яка відвідала Нігерію після обрання Гудлака Джонатана в 2011 році Мухаммаду Бухарі відвідав Ельмау, у Німеччині, щоб взяти участь у 41-му саміті G7 у 2015 році Це був його перший візит до країни за межами Африки після його обрання.
У 2019 році консульство Німеччини в Лагосі закликало збільшити витрати для інфраструктури Нігерії, щоб сприяти кращій торгівлі між Нігерією та Німеччиною. Пізніше, того ж року президент Бухарі підписав угоду з німецькою енергетичною компанією Siemens про виробництво щонайменше 25 000 мегават електроенергії для електричної мережі Нігерії до 2025 року

## Культура
Німеччина заснувала Goethe-Institut у Лагосі в 1962 році. У 2021 році міністр культури Німеччини оголосив, що вони повернуть Нігерії сотні об'єктів мистецтва, які були викрадені з королівського палацу Беніну в 1897 році

## Бізнес
Нігерійсько-німецька торгова палата була створена в 1986 році для сприяння двосторонньої торгівлі між Німеччиною та Нігерією і з того часу значно поглибила економічні зв'язки між двома країнами.
У 2011 році була створена Німецько-нігерійська двонаціональна комісія для зміцнення співпраці в бізнесі, освіті, енергетиці, питаннях міграції та культури. Німеччина почала різноманітні проекти в Нігерії, спрямовані допомогти нігерійському уряду. У 2020 році уряд Німеччини пообіцяв виділити штату Борно 100 мільйонів євро в цілях допомоги у боротьбі з посухою та нестачею продовольства через зменшення рівня води озера Чад . Уряд також надав допомогу в підготовці збройних сил Нігерії для боротьби з Боко Харамом . Також Німеччина підтримала боротьбу Нігерії за викорінення поліомієліту, який ліквідували у Нігерії у 2021 році

## Торгівля
Нігерія була другим за величиною торговельним партнером Німеччини в Африці на південь від Сахари, станом на 2019 рік.
У 2019 році Німеччина експортувала до Нігерії товарів приблизно на 1,2 мільярди доларів США. Найбільшими експортними товарами Німеччини до Нігерії є гумообробне обладнання та автомобілі. У 2019 році Нігерія експортувала до Німеччини товарів на 2,6 мільярди доларів, до того ж найпоширенішим товаром була сира нафта, а потім — какао .

## Імміграція
Станом на 2021 рік у Німеччині проживає приблизно 83 000 нігерійців. Нігерійці мають дуже високий рівень зайнятості в Німеччині серед іммігрантів, поступаючись лише пакистанцям .